# Kalmthout (stacja kolejowa)
Kalmthout (nid: Station Kalmthout) – przystanek kolejowy w Kalmthout, w prowincji Antwerpia, w Belgii. Znajduje się na linii Antwerpia - Rotterdam. 
Od 28 czerwca 2013 kasy w budynku dworcowym są zamknięte, a sama stacja została zdegradowana do roli przystanku kolejowego.

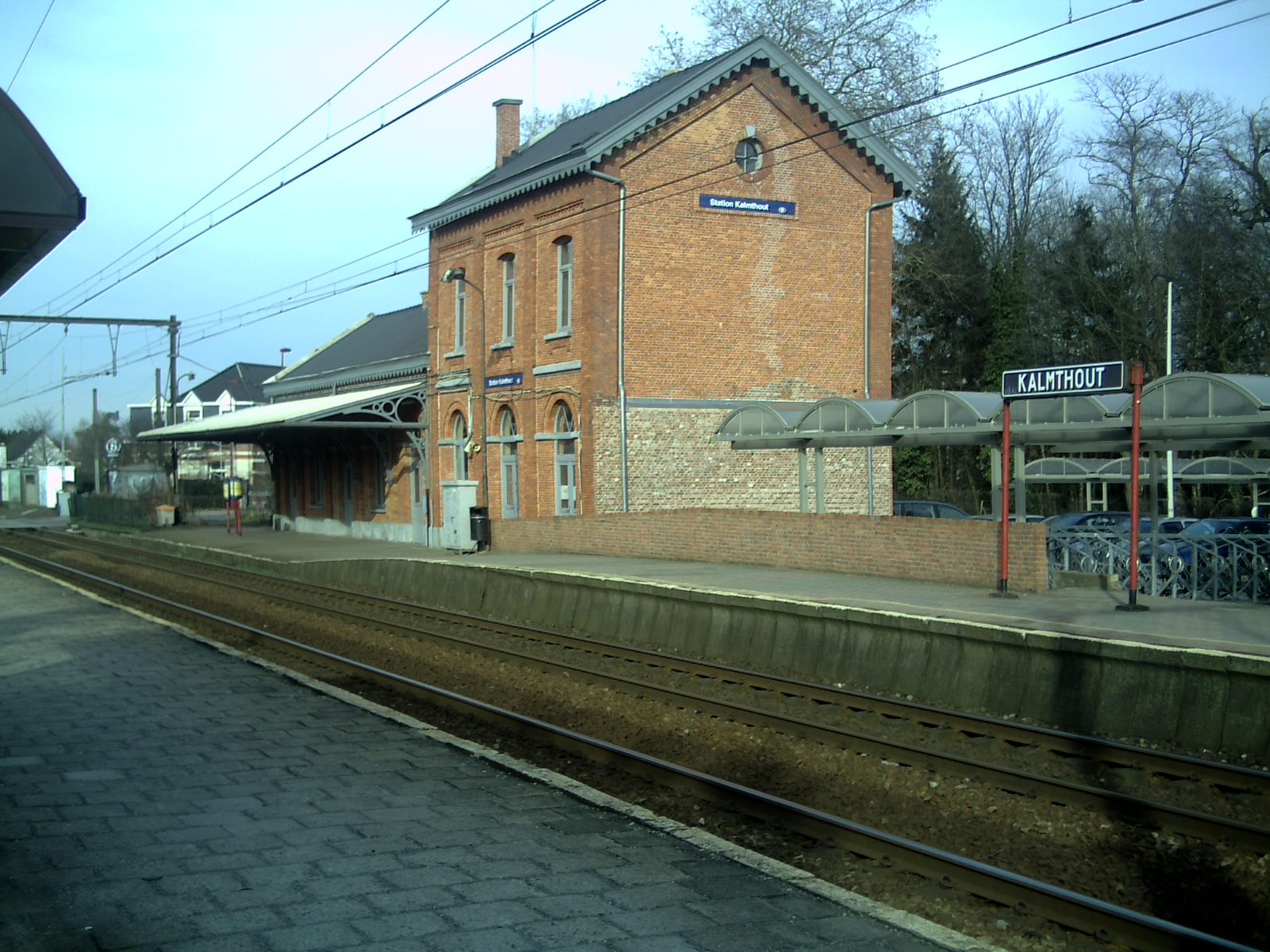
Budynek dworca od strony peronów

## Linie kolejowe
- Linia 12 Antwerpia – Lage Zwaluwe

## Połączenia
W tygodniu
| Typ pociągu | Trasa                              | Częstotliwość |
| ----------- | ---------------------------------- | ------------- |
| IC 22       | Bruxelles-Midi - Antwerpia - Essen | 1x/h          |
| L           | Puurs - Antwerpia - Roosendaal     | 1x/u          |

Weekendowe
| Typ pociągu | Trasa                            | Częstotliwość |
| ----------- | -------------------------------- | ------------- |
| L           | Lokeren - Antwerpia - Roosendaal | 1x/h          |